# Liste der Bischöfe von Vabres
Die folgenden Personen waren Bischöfe von Vabres (Frankreich):

## Äbte
- Adalgise (862)
- Rolland
- Bernard I. (875)
- Fredole I. (878)
- Bernard II. (883)
- Aigon (895–922)
- Fredole II.
- Ramnulphe I. (um 930)
- Aigfroi I. (936)
- Ramnulphe II. (942–956)
- Aigfroi II. (um 970)
- Bernard III. (1060)
- Hugues (1082)
- Bernard IV. (1092)
- André (1116)
- Rigaud (1127)
- Pierre I. (1147)
- Guillaume (1159)
- Arnaud (1160)
- Geraud (1177)
- Adhemar (1190)
- Bernard V. (1195–1217)
- Raimond (1220–1246)
- Begon (1248)
- Bernard VI. Jourdain (1253–1271)
- Bernard VII. de la Tour (1285)
- Pierre II. d’Olargues (1307–1317)

## Bischöfe
- Pierre d’Olargues (1317–1329)
- Raymond d’Olargues (1329–1347)
- Pierre d’Aigrefeuille (1347–1349) (siehe Haus Rogier de Beaufort)
- Guy de Ventadour (1349–1352) (Haus Comborn)
- Bertrand de Pébrac (1352–1360)
- Guillaume Bragosse (1361)
- Etienne de Vassignac (1362–1409)
- Mathieu Proti (1409–1413)
- Guillaume de Bastidos (1413–1421)
- Jean de Pierre (1421–1453)
- Bernard de Blanc (1453–1485)
- Antoine Pierre de Narbonne (1486–1499)
- Louis de Narbonne (1499–1518)
- Réginal de Marigny (1519–1536)
- Georges d’Armagnac (1536–1547) (Administrator, auch Bischof von Rodez)
- Jacques de Corneillan (1547–1561) (Administrator, auch Bischof von Rodez)
- François I. de la Valette-Cormusson (1561–1585)
- Thomas de Lauro (1585–1593)
- François II. de la Valette-Cormusson (1600–1622)
- François III. de la Valette-Cormusson (1622–1644)
- Isaac Hubert (1645–1668)
- Louis de la Vermhe Montemard de Tressan (1669–1671)
- Louis de Baradat (1673–1710)
- Charles-Alexandre le Filleul de la Chapelle (1710–1764)
- Jean de la Croix de Castrie (1764–1796)